# Bohdan Cywiński (inżynier)
Bohdan Cywiński herbu Puchała (ur. 22 września 1885 w Moskwie, zm. w 1971 w Warszawie) – polski inżynier komunikacji i kolejnictwa.
Ukończył gimnazjum realne w Saratowie oraz Instytut Inżynierów Komunikacji w Petersburgu (1906). Członek Związku Młodzieży Postępowej w Petersburgu. Uczestnik demonstracji 11 grudnia 1904 w Petersburgu, w czasie której został ranny.
Po powrocie do kraju od 1919 walczył jako ochotnik w polskich wojskach kolejowych. Ogłosił: Kolejnictwo polskie w dobie kryzysu, (Warszawa 1932), Przemysł Polski i nasze położenie gospodarcze (Warszawa 1934) oraz artykuły w "Czasie", "Kurierze Polskim", "Depeszy" i "Codziennej Gazecie Handlowej". Redaktor naczelny i autor artykułów miesięcznika "Inżynier Kolejowy" (1938-1939).
Po II wojnie światowej autor artykułów w "Przeglądzie Komunikacyjnym" (1945-1946) oraz Encyklopedii Kolejnictwa, Warszawa 1969. 20 lipca 1946 odznaczony Złotym Krzyżem Zasługi za zasługi w odbudowie i uruchomieniu komunikacji i transportu kolejowego na terenie kraju.
Pochowany wraz z żoną na Cmentarzu Powązkowskim w Warszawie.

## Życie prywatne
Syn Hieronima Hipolita i Antoniny z Okuliczów. Żonaty z Walą z Góreckich (1909-1976). Ich synem jest polski publicysta, historyk idei, opozycjonista i działacz społeczny Bohdan Hieronim Cywiński.